# Bledius turgidus
Bledius turgidus är en skalbaggsart som beskrevs av Thomas Casey 1889. Bledius turgidus ingår i släktet Bledius och familjen kortvingar. Inga underarter finns listade i Catalogue of Life.